# Bargecchia
Bargecchia è una frazione collinare del comune di Massarosa.

## Le quattro campane di Bargecchia
Il paese è conosciuto soprattutto per le quattro campane che vennero fuse nel 1885, proprio in paese presso la Loc.Palagio, dalla fonderia Lorenzo Lera e figlio; si dice che durante la fusione numerosi bargecchini gettarono il proprio oro nella colata.
Il suono risultò così armonioso che il Maestro Giacomo Puccini, durante le visite all'amico Dott.Giacchi, medico condotto del paese, decise di inserirle alla fine del primo atto della Tosca, durante il duetto tra Tosca e Scarpia.
Nel 1940, il parroco di Bargecchia Don Giuseppe Del Fiorentino ricevette comunicazione dal Sovrintendente alle belle arti Dott.Invernizzi, in cui si diceva che da lì a poco le quattro campane sarebbero state requisite per essere trasformate in armamenti bellici. Tra i due iniziò una fitta corrispondenza e solo grazie alla perseveranza del parroco vennero salvate.

## Storia
Nel 1944, durante un perquisizione delle SS presso la Chiesina di San Lorenzo a Conca di Sotto, vennero rinvenuti dei fucili dietro all'altare; il Parroco interrogato più volte si rifiutò di collaborare "...la mia salvezza, diceva, potrebbe significare la morte di molti innocenti...". Venne fucilato alla fine di Agosto a Filettole  (Pisa).
La piazza del paese è denominata "Piazza Don G.Del Fiorentino, Martire della Libertà"
Nel corso del 2016, in occasione della Festa del Comune di Massarosa che si è svolta proprio a Bargecchia, sono stati recuperati due antichi Lavatoi grazie al lavoro dei volontari: "Lavatoio e sorgente del Colle"  e "Lavatoio del Palagio".
Entrambi inseriti nel percorso della "Via delle Sorgenti", sono stati oggetto anche di ricerca e approfondimento da parte di scuole elementari e medie del territorio.